# 에드윈 모지스
에드윈 콜리 모지스(Edwin Corley Moses, 1955년 8월 31일 ~ )는 미국의 육상 선수이며, 1976년과 1984년 하계 올림픽 400m 허들 금메달리스트였다. "위대한 허들 선수들 중의 하나"로 알려졌다.
오하이오주 데이턴에서 출생하여, 애틀랜타의 모어하우스 칼리지에서 화학을 전공하였다.
1976년 몬트리올 올림픽에 첫 출전하여 47.63초의 세계 신기록을 세워 우승하였다. 1980년 모스크바 올림픽에 미국을 비롯한 반공 국가들의 불참으로 8년 만에 로스앤젤레스 올림픽에 돌아와 2연승을 차지하였다. 한국에서는 그의 별명을 "검은 나비"라고 부르기도 하였다.
그는 1977년부터 1985년까지 자신의 기록을 깨면서 보유하였다.
1988년 서울 올림픽에서 3위에 머무는 데 그치고, 그 경기를 마지막으로 은퇴하였다. 그의 9년 기록은 1992년 케빈 영에 의하여 깨졌다.
1984년 제임스 E. 설리반 상을 수상하였다.